# Buxales
Classification APG II (2003)
Classification APG III (2009)
Ordre
Synonymes
- Didymelales Takhtajan
- Buxanae Reveal & Doweld

Buxales est un ordre botanique.
Pour la classification phylogénétique APG II (2003), Buxaceae est une famille placée directement sous les Dicotylédones vraies (sans être placée sous un ordre).
La classification phylogénétique APG II (2003) précise la possibilité que dans une future version de la classification, la famille Buxaceae soit élevée au rang d'ordre. Dans ce cas Buxales Takht. ex Reveal (1996) pourrait devenir un ordre contenant de une à deux familles. Ce cas est déjà accepté par Angiosperm Phylogeny Website et NCBI.
Cet ordre est maintenant reconnu par classification phylogénétique APG III (2009).
D'après des calculs utilisant l'horloge moléculaire, la lignée menant aux Buxales se serait séparée des autres plantes il y a environ 129 millions d'années ou 120 millions d'années.

## Liste des familles
Selon classification phylogénétique APG III (2009) :
- Buxales
  - Buxaceae Dumort. (1822) (incluant Didymelaceae Leandri)
  - Haptanthaceae C.Nelson (2002)